# Guineu voladora de cap cendrós
La guineu voladora de cap cendrós (Pteropus caniceps) és una espècie de ratpenat de la família dels pteropòdids. És endèmica d'Indonèsia. El seu hàbitat natural són els boscos primaris i pertorbats, a altituds d'entre 0 i 1.630 msnm. Està amenaçada per la caça i la destrucció d'hàbitat per l'agricultura i la tala d'arbres.